# سپیدبیزه
سپیدبیزه یا (باختری: Σαπαδβιζης) از شاهزادگان یوئه‌چی است که به دولت یونانی بلخ حمله برد و از سال ۲۰ پیش از میلاد تا اول میلادی بر بلخ حکمرانی نمود. برخی معتقدند که او پدر هرایوس کادفیسس و پدرکلان کوجولا کادفیسس بنیانگذار شاهنشاهی کوشانی است. هرچند برخی تاریخ نگاران سرنگونی دولت او را بدست کوجولا کادفیسس دانسته است که پس از درهم شکستن اشکانیان به فتح بلخ رفته است. سکه‌های بدست آمده از طلاتپه افغانستان نشان می‌دهد که سکه‌های او از جنس نقره اعلی بوده و زمان حکمرانی او بعد از فرهاد چهارم اشکانی و پیش از کوجولا کادفیسس است.